# Reinhard Jesionek

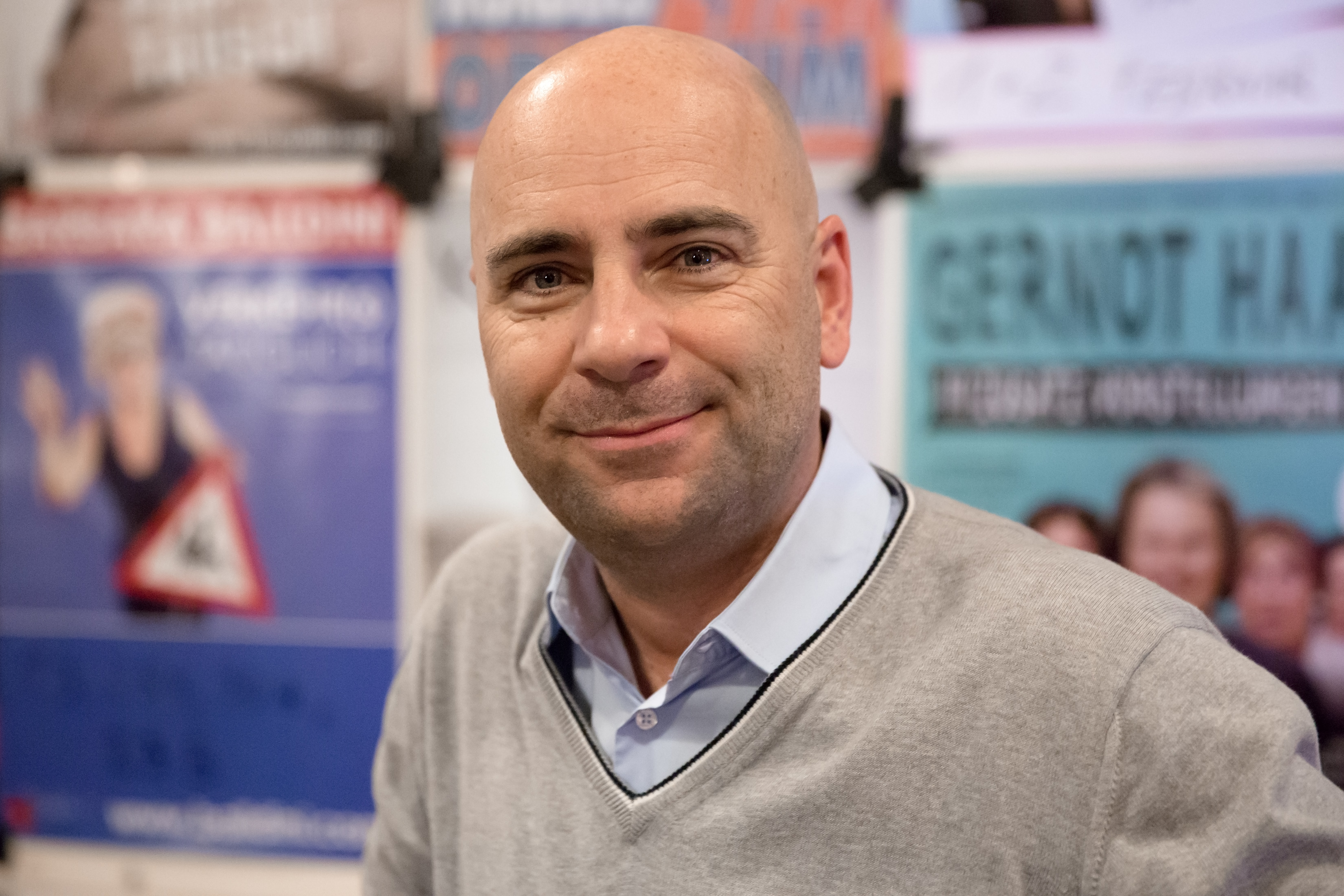
Reinhard Jesionek (2016)

Reinhard „Jesi“ Jesionek (* 6. Oktober 1964 in Wien) ist ein österreichischer Fernsehmoderator.

## Leben
Reinhard Jesionek, Sohn des Juristen Udo Jesionek, begann 1983 als Regieassistent, Gestalter und Reporter beim ORF-Jugendmagazin Okay und war Nachrichtenredakteur und Sprecher bei Radio Lignano. Er moderierte auf Ö3 Radiosendungen wie den Club Ö3, Small Talk, Ö3-Nachtexpress, Ö3-Nachtradio und Freizeichen. Von 1983 bis 2000 war er für den ORF tätig. Dort gestaltete er Beiträge für die Sendung Okay und war einer der Wurlitzer-Moderatoren (1987 bis 1995). 1988 bis 1995 war er als Regisseur und Darsteller bei Industrie-, PR- und Werbefilmen beteiligt. In den Jahren 1993 bis 2000 spielte er in der Fernsehserie Der Spritzen-Karli, trat in der Kleinen Komödie Wien auf und hatte Gastauftritte in Kabaretts und auf Kleinbühnen.
In den Jahren 1995 bis 2000 moderierte er gemeinsam mit Ricarda Reinisch und Theresia Zierler in dem täglichen Vorabendmagazin Willkommen Österreich.
Abwechselnd mit Elisabeth Engstler und Verena Scheitz moderierte er zwischen Juni 2007 und September 2012 im ORF die Vorabendsendung Frühlingszeit, Sommerzeit, Herbstzeit und Winterzeit.
2015–2016 moderierte er das tägliche TV Live Magazin Servus Krone auf ServusTV.
2020 moderierte er die ORF-Serie „Digitales Österreich“ auf ORF2 in der Sendung Studio 2.

## Politisches Engagement
Bei der Nationalratswahl in Österreich 2002 trat er als Spitzenkandidat für das Liberale Forum an.
Mit Aussagen über die COVID-19-Pandemie, den Klimawandel oder Wladimir Putin, den Jesionek „verstehen will“, sorgte er für Schlagzeilen.

## Auszeichnungen
- 2000: Romy als beliebtester Magazinmoderator (Publikumspreis)